# La Maison du guet
La Maison du guet (Where Are the Children ?) est un thriller américain de Mary Higgins Clark paru en 1975.

## Résumé
Voulant échapper au terrible secret de son passé, Nancy a changé de nom, d'apparence et de couleur de cheveux, avant de quitter la côte Ouest et de venir s'installer à Cape Cod. Mais un jour, son passé la rattrape et ses enfants disparaissent.

## Personnages principaux
Nancy et Ray Eldredge. Leurs enfants, Michael et Missy.

## Honneurs
La Maison du guet occupe la 50e place au classement des cent meilleurs livres policiers de tous les temps établi en 1995 par l'association des Mystery Writers of America.

## Adaptation
- 1986 : Where Are the Children? (en), film américain réalisé par Bruce Malmuth, avec Jill Clayburgh